# Hidden Hills, Kalifornien
Hidden Hills är en stad och gated community norr om Santa Monica-bergen i San Fernando-dalen i utkanten av Los Angeles County i Kalifornien, USA. Hidden Hills är belägen norr om U.S. Route 101 och gränsar till Calabasas samt till Ventura County.
Husen i Hidden Hills är byggda i lantlig ranch-stil och är känt för att flera kända skådespelare, musiker och andra kändisar bor där.
I USA:s folkräkning 2020 var antalet invånare 1 725.

## Bakgrund
Hidden Hills ritades på 1950-talet av landskapsarkitekten A.E. Hanson som dessförinnan hade ritat Rolling Hills och Palos Verdes Estates.
Hidden Hills består helt och hållet av ett enda "grindsamhälle", dvs området är avstängt från utomstående utan tillstånd. Invånarna arbetar, handlar och erhåller andra tjänster utanför själva staden som upprätthåller en lantlig prägel med ett enda trafikljus, en grundskola och glest mellan husen.
Polistjänster tillhandahålls av Los Angeles County Sheriff's Department på kontraktsbasis. Los Angeles County Fire Department ansvarar för brandskydd.